# وینچنستو تالاریکو
وینچنستو تالاریکو (ایتالیایی: Vincenzo Talarico؛ ‏ ۲۸ آوریل ۱۹۰۹ – ۱۶ اوت ۱۹۷۲) بازیگر، روزنامه‌نگار، و فیلم‌نامه‌نویس اهل ایتالیا بود.
از فیلم‌ها یا برنامه‌های تلویزیونی که وی در آن نقش داشته‌است، می‌توان به من، من، من… و دیگران، آزادی کجاست؟، نان، عشق و …، در پاسگاه پلیس رخ داد، یک توپ و یازده مرد، دوهمسری و یک روز در دادگاه اشاره کرد.